# Abenteuer in Panama
Abenteuer in Panama (Originaltitel: Across the Pacific) ist ein US-amerikanischer Kriegsfilm von John Huston und Vincent Sherman aus dem Jahr 1942. Uraufgeführt wurde der Film am 4. September 1942. In Deutschland wurde der Film erstmals am 8. August 1946 in den Kinos gezeigt.

## Handlung
Captain Rick Leland von der US-Küstenartillerie wird 1941 wegen Diebstahls unehrenhaft aus der Armee entlassen. Auch die kanadische Armee lehnt seine Bewerbung ab. Um gegen die Japaner kämpfen zu können, will er sich den Chinesen unter Chiang Kai-shek anschließen. Dazu geht er in Halifax an Bord eines japanischen Schiffes, der „Genoa Maru“, um mit ihr durch den Panamakanal nach China zu reisen.
An Bord begegnet Leland der attraktiven Kanadierin Alberta Marlow sowie dem Soziologen Dr. Lorenz. Der Wissenschaftler bewundert die Japaner und ist daher auf den Philippinen, wo er wohnt, nicht beliebt. Leland macht ihm klar, dass er die Japaner hasst und sie bekämpfen wird. Bei einem Zwischenstopp in New York trifft Leland Colonel Hart, einen Nachrichtenoffizier, dem er sich als loyaler Amerikaner zeigt. Dr. Lorenz ist ein bekannter feindlicher Agent; über Marlow hingegen ist sich der Geheimdienst nicht im Klaren. Als Leland zurück zum Schiff will, hindert er einen Philippino daran, Lorenz zu erschießen, der Leland nun Dank schuldet. Neu an Bord ist der japanischstämmige Amerikaner Joe Totsuiko.
In Panama angekommen, wird dem Schiff die Kanaldurchfahrt verweigert. Der Kapitän macht sich auf den langen gefährlichen Weg rund um Kap Hoorn. Leland, Marlow und Dr. Lorenz wollen mit einem anderen Schiff weiterreisen. Mehrere Kisten, die an einen Plantagenbesitzer namens Dan Morton gehen sollen, werden dabei ausgeladen. Leland war in seiner aktiven Zeit in der Gegend stationiert. Lorenz fragt ihn nach aktuellen Listen der amerikanischen Patrouillenflüge. Da Lorenz leicht herausfinden kann, ob die Listen echt oder gefälscht sind, überzeugt Leland seinen Verbindungsoffizier Smith davon, die echten Listen herauszugeben. Es ist der 6. Dezember 1941, der Vorabend des japanischen Angriffs auf Pearl Harbor.
Nachdem Leland mit Lorenz über den Preis verhandelt und ihm die Listen übergeben hat, wird er niedergeschlagen. Als er wieder zu sich kommt, sind Lorenz und Marlow verschwunden. Er benachrichtigt Smith, damit der die Flüge ändern kann. Dann macht er sich auf den Weg zu der Plantage. Dort sieht Leland, wie ein Torpedobomber bestückt wird. Er wird gefangen genommen und zur Plantage gebracht, wo er Lorenz, Marlow und Totsuiko wieder begegnet. Leland findet heraus, dass Marlow die Tochter des Plantagenbesitzers Morton ist.
Lorenz erzählt Leland, dass er und sein Komplize Totsuiko Smith ausgeschaltet haben, bevor dieser die Fluglisten aktualisieren konnte. Der Plan ist nun, die Schleusen des Panamakanals zu bombardieren. Der Torpedobomber ist fast startklar, als Leland Totsuiko überwältigen kann. Bei dem Kampf kommt Morton ums Leben. Leland kann mit einem Maschinengewehr den startenden Bomber, der vom japanischen Prinzen gesteuert wird, abschießen. Zwischen Leland und Lorenz’ Männern kommt es zu einem Feuergefecht, das Leland für sich entscheidet. Der geschlagene Lorenz versucht, sich mit Seppuku das Leben zu nehmen. Doch er verliert die Nerven und fleht Leland an, ihn zu erschießen. Leland weigert sich mit der Begründung, Lorenz habe einen Termin mit dem Geheimdienst.

## Hintergrund
Da die Japaner Pearl Harbor angegriffen hatten, musste der Schauplatz des Filmattentats zum Panamakanal verlegt werden, da Leland den echten japanischen Angriff nicht verhindern konnte und dies die amerikanischen Zuschauer möglicherweise irritiert hätte. Der Wechsel zum Panamakanal war insofern schlüssig, als die US-Streitkräfte den Kanal durch starke Abwehrwaffen für See- und Luftangriffe geschützt hatten. Der Originaltitel des Films, Across the Pacific, wurde allerdings nicht geändert, die Protagonisten kommen mit dem Pazifischen Ozean gar nicht in Berührung.
Vincent Sherman drehte den zweiten Teil des Films, da John Huston zur US-Army abberufen wurde, um dort Dokumentarfilme zu drehen. Der Film war Hustons vierte Regiearbeit. Die Spezialeffekte fertigte Byron Haskin. Der frühere Kameramann wechselte ein Jahr später ins Regiefach. Musikalischer Direktor des Films war Oscargewinner Leo F. Forbstein. Zusätzliche Musikstücke des Films wurden von Max Steiner und Heinz Roemheld komponiert. Als Techniker war auch der spätere Regisseur Don Siegel beteiligt.
Humphrey Bogart, Sydney Greenstreet und Mary Astor hatten mit John Huston zuvor bereits Die Spur des Falken gedreht. Auch in diesem Film war der spätere dreifache Oscarpreisträger Adolph Deutsch (zusammen mit dem musikalischen Direktor Leo F. Forbstein) Komponist und Arthur Edeson der Kameramann.
In einer kleinen Rolle als Schiffsoffizier des Dampfschiffs ist Keye Luke zu sehen. Richard Loo spielte den Ersten Offizier Miyuma.
In der deutschen Synchronisation macht Bogart/Leland falsche Angaben zur Bewaffnung des amerikanischen Zerstörers (4×12,5cm, 1×8,8cm Flak). Tatsächlich und im Original richtig gesagt trugen die Flushdecker Zerstörer 4x10,2 cm und 1x7,6cm Flak.

## Kritiken
„Melodramatischer, unrealistischer Spionagefilm mit geschichtlich bedingtem patriotischem Hintergrund, der jedoch durch die straffe Regie und die glänzende Besetzung attraktive Unterhaltung bietet“, meinte das Lexikon des internationalen Films. Für Cinema war der Film „[b]is zum reichlich bizarren Finale eine spannende Sache“.
„Trotz einiger Unstimmigkeiten“, so die Fernsehzeitschrift Prisma, habe Regisseur John Huston „einen unterhaltsamen Spionage-Thriller [gedreht], in dem Humphrey Bogart in einer kämpferischen Rolle sein schauspielerisches Talent unter Beweis stellen konnte“.

## Synchronisation
Die deutsche Synchronfassung entstand 1977 bei der Bavaria Atelier GmbH, München.
| Rolle              | Darsteller         | Synchronsprecher  |
| ------------------ | ------------------ | ----------------- |
| Rick Leland        | Humphrey Bogart    | Joachim Kemmer    |
| Alberta Marlow     | Mary Astor         | Ursula Heyer      |
| Dr. Lorenz         | Sydney Greenstreet | Curt Ackermann    |
| Smith              | Charles Halton     | Leo Bardischewski |
| Joe Totsuiko       | Victor Sen Yung    | Elmar Wepper      |
| Sugi               | Roland Got         | Niko Macoulis     |
| Mr. Littlejohn Sr. | Paul Stanton       | Rüdiger Evers     |
| Mr. Belenson       | Morgan Wallace     | Eberhard Mellies  |
| Billings           | Charles Arnt       | Frank Ciazynski   |